# Jun’ya Ōsaki
Jun’ya Ōsaki (jap. 大﨑 淳矢 Ōsaki Jun’ya; ur. 2 kwietnia 1991) – japoński piłkarz występujący na pozycji napastnika. Obecnie występuje w Tokushima Vortis.

## Kariera klubowa
Od 2009 roku występował w klubach Sanfrecce Hiroszima i Tokushima Vortis.